# Glossadelphus yakoushimae
Glossadelphus yakoushimae är en bladmossart som beskrevs av Noguchi 1983. Glossadelphus yakoushimae ingår i släktet Glossadelphus och familjen Hypnaceae. Inga underarter finns listade i Catalogue of Life.